# Opocunonia nymanii
Opocunonia nymanii ist die einzige Art der Pflanzengattung Opocunonia innerhalb der Familie der Cunoniaceae.

## Beschreibung
Opocunonia nymanii morphologisch sehr variabel, besonders bezüglich der Größe der Blüten und Laubblätter. Kleine Fiederblätter in dreiteiligen Laubblätter scheinen häufiger an exponierten Standorten ausgebildet zu sein. Das Indument ist sehr unterschiedlich dicht, je nach Standort. Über duftende Blüten wurde gelegentlich berichtet.

### Vegetative Merkmale
Opocunonia nymanii wächst als immergrüner Baum und erreicht Wuchshöhen von bis zu 45 Metern. Der oft lange Baumstamm weist Durchmesser von bis zu 90 Zentimetern auf.
Die kreuzgegenständig an den Zweigen angeordneten Laubblätter sind in Blattstiel und -spreite gegliedert. Die unpaarig gefiederte Blattspreite besitzt meist ein bis drei, seltener vier Paare von Fiederblättern; selten ist nur ein Fiederblatt ausgebildet. Häufig besitzen die Laubblätter entlang der Mittelrippe ein Domatium. Je Internodium ist ein Paar interpetiolarer Nebenblätter vorhanden, die früh abfallen. Die Nebenblätter sind bei einer Länge von 5 bis, meist 9 bis 15 Millimetern sowie einer Breite von 4 bis, meist 7 bis 18 Millimetern verkehrt-eiförmig bis nierenförmig mit deutlich 2 bis 4 Millimeter lang gestielter Basis und gerundetem oberen Ende oder öfter sind sie oben zweiteilig mit jeweils stumpfen Enden; ihr Indument ist wie das der Fiederblätter.

### Generative Merkmale
Der Blütenstandsschaft besitzt ein Drittel bis die Hälfte der Länge des Blütenstandes. Die seitenständigen, meist schirmrispigen, seltener thyrsenförmigen, zymösen etwa 25 Zentimeter langen sowie etwa 25 Zentimeter breiten Blütenstände enthalten viele gestielte Blüten, die sich ziemlich gleichzeitig öffnen. Der Blütenstiel ist 1 bis 5 Millimeter lang.
Die zwittrigen Blüten radiärsymmetrisch und fünf- bis sechszählig mit doppelter Blütenhülle und sind deutlich protandrisch. Auf dem Blütenbecher (Hypanthium) befinden sich die Kelchblätter. Die fünf oder sechs untereinander freien, hell-olivfarbenen Kelchblätter sind bei einer Länge von 1,7 bis 2,8 Millimetern sowie einer Breite von 1 bis 2,1 Millimetern eiförmig bis dreieckig und innen kahl, aber außen meist mehr oder weniger dicht kurz-strigelig behaart. Die fünf oder sechs creme-weißen oder selten kastanienfarbenen mit weißem Rand, freien Kronblätter sind bei einer Länge von 2,2 bis 3,8 Millimetern sowie einer Breite von 1,1 bis 2 Millimetern eiförmig bis länglich, manchmal mit einer Mittellinie von Trichomen auf der Außenseite und sie sind länger als die Kelchblätter. Das Nektarium ist ringförmig. Es sind so viele, in einem Kreis angeordnete Staubblätter wie Blütenhüllblattorgane vorhanden. Die rosa-cremefarbenen oder weißen, dünnen Staubfäden sind bei einer Länge von 4,5 bis 6,5 Millimetern pfriemlich und kahl. Die gelben Staubbeutel sind 0,4 bis 0,7 Millimeter × 0,4 bis 0,7 Millimeter × etwa 0,3 Millimeter und breit-herzförmig. Zwei Fruchtblätter sind zu einem behaarten, oberständigen Fruchtknoten verwachsen. Der mehr oder weniger dicht strigelig oder strigelig-rau behaarte Fruchtknoten ist 1 bis 2 Millimeter lang sowie 1 bis 1,4 Millimeter breit. Jedes der beiden Fruchtknotenkammern enthält 35 bis 50 bitegmischen, crassinucellaten und anatropen Samenanlagen. Die zwei zylindrischen und kahlen Griffel enden in relativ kleinen Narben. Die Fruchtknoten, Griffel und Narben sind hell-grün.
Die Kapselfrüchte sind 4 bis 8 Millimeter lang sowie 2,5 bis 3,5 Millimeter breit, öffnen sich bei Reife scheidewandspaltig = septizid mit zwei kahnförmigen Fruchtklappen und enthalten viele Samen. Die kleinen, länglichen, Samen sind einschließlich Flügel 3,5 bis 5 Millimeter lang und besitzen am oberen Ende schmale Flügel.

## Ökologie
Bei Opocunonia nymanii sind die Diasporen die geflügelten Samen, die durch Wind ausgebreitet werden (Anemochorie).

## Vorkommen und Verwendung
Opocunonia nymanii und damit die monotypische Gattung Opocunonia kommt im östlichen Malesien nur auf Neuguinea sowie der im Bismarck-Archipel gelegenen Insel Neubritannien vor.
Opocunonia nymanii gedeiht in Höhenlagen von 30 bis 2800 Metern. In Höhenlagen oberhalb von 1500 Metern gedeiht Opocunonia nymanii oft als einer der Hauptbestandteile der Wälder als Baumexemplar des obersten oder mittleren Kronendaches, beispielsweise im Nothofagus-Wald. Manchmal gedeiht Opocunonia nymanii in einem Sekundärwald oder am Waldrand. Gelegentlich wird Opocunonia nymanii am Straßenrand oder im öffentlichen Grün verwendet.

## Systematik

### Taxonomie
Diese Art wurde 1905 mit dem Namen (Basionym) Ackama nymanii durch Karl Moritz Schumann in Nachträge zur Flora der deutschen Schutzgebiete in der Südsee: mit Ausschluss Samoa's und der Karolinen. Leipzig, S. 272–273 erstbeschrieben. Die Neukombination zu Opocunonia nymanii (K.Schum.) Schltr. wurde durch Rudolf Schlechter in Botanische Jahrbücher für Systematik, Pflanzengeschichte und Pflanzengeographie, Band 52, S. 159–160 veröffentlicht.
Die Gattung Opocunonia wurde 1914 durch Rudolf Schlechter in Botanische Jahrbücher für Systematik, Pflanzengeschichte und Pflanzengeographie, Band 52, S. 159–161 aufgestellt. Eine Typusart wurde durch Schlechter 1914 nicht festgelegt. Da alle Taxa Synonyme von Opocunonia nymanii (K.Schum.) Schltr. sind, ist Opocunonia nymanii (K.Schum.) Schltr. die Lectotypusart. Ein Synonym für Opocunonia Schltr. ist Stollaea Schltr.
Die Gattung Opocunonia gehört zur Tribus Caldcluvieae innerhalb der Familie Cunoniaceae. Die Gattung Opocunonia ist monotypisch mit der einzigen Art Opocunonia nymanii (K.Schum.) Schltr.

### Botanische Geschichte
Auch Hoogland 1979 nannte nur die auf Neuguinea weit verbreitete Art Opocunonia nymanii, die er aber als Caldcluvia nymanii (K.Schum.) Hoogland in eine erweiterte Gattung Caldcluvia D.Don s. l. stellte. Ob die Arten der Gattung Opocunonia zur Gattung Caldcluvia gehören oder nicht, wurde lange kontrovers diskutiert.
Der genaue Umfang der Gattung war bei Kubitzki 2004 unklar, da nach Schlechter 1914 die Abgrenzung der Arten gegeneinander aufgrund ihrer hohen Variabilität schwierig ist. Beschrieben wurden unter anderem: Opocunonia nymanii (K.Schum.) Schltr., Opocunonia kaniensis Schltr., Opocunonia papuana Kaneh. & Hatus., Opocunonia trifoliolata Schltr. Dabei handelt es sich um Synonyme von Opocunonia nymanii (K.Schum.) Schltr. Stollaea papuana Schltr. ist ein weiteres Synonym.